# Katwijk aan Zee

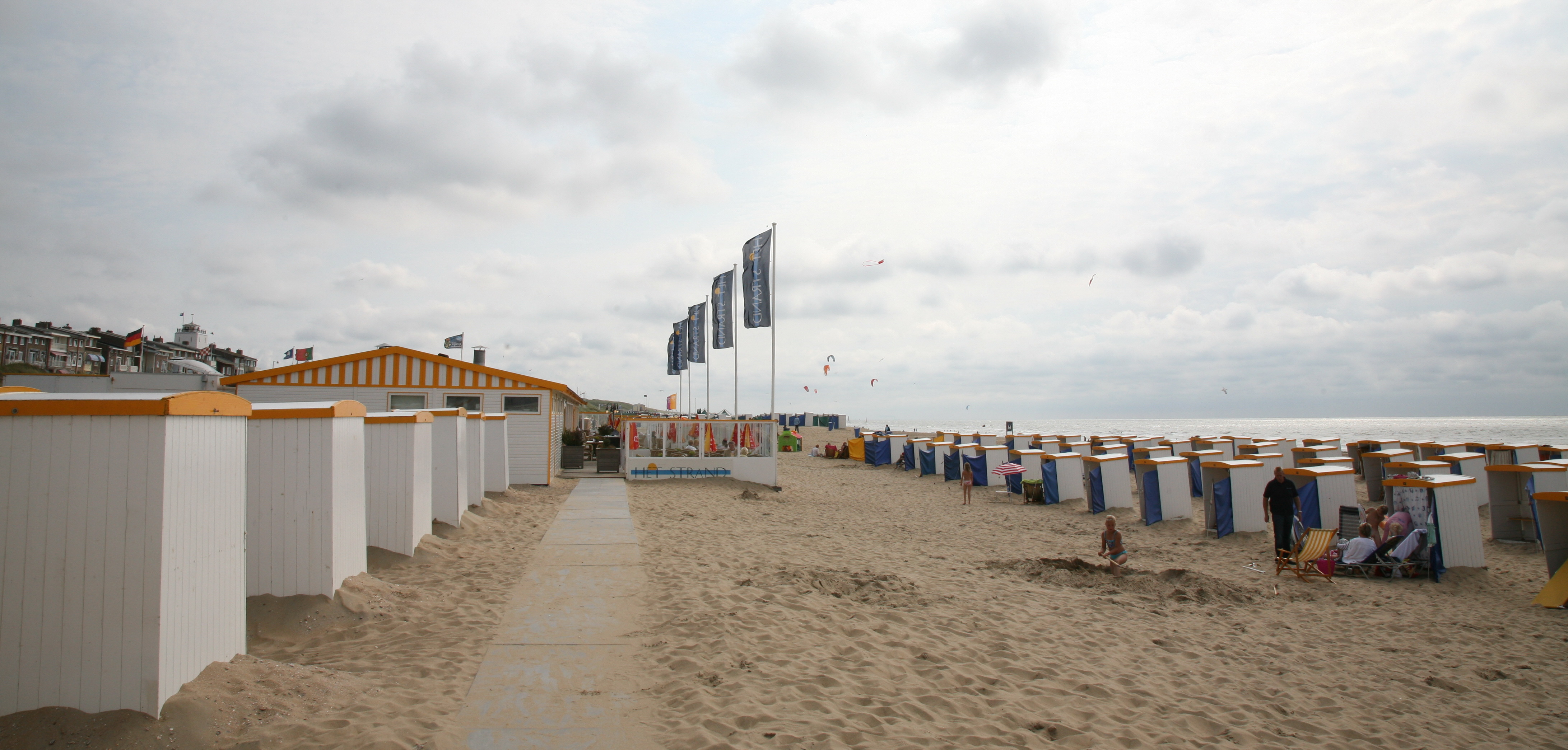
La spiaggia di Katwijk aan Zee

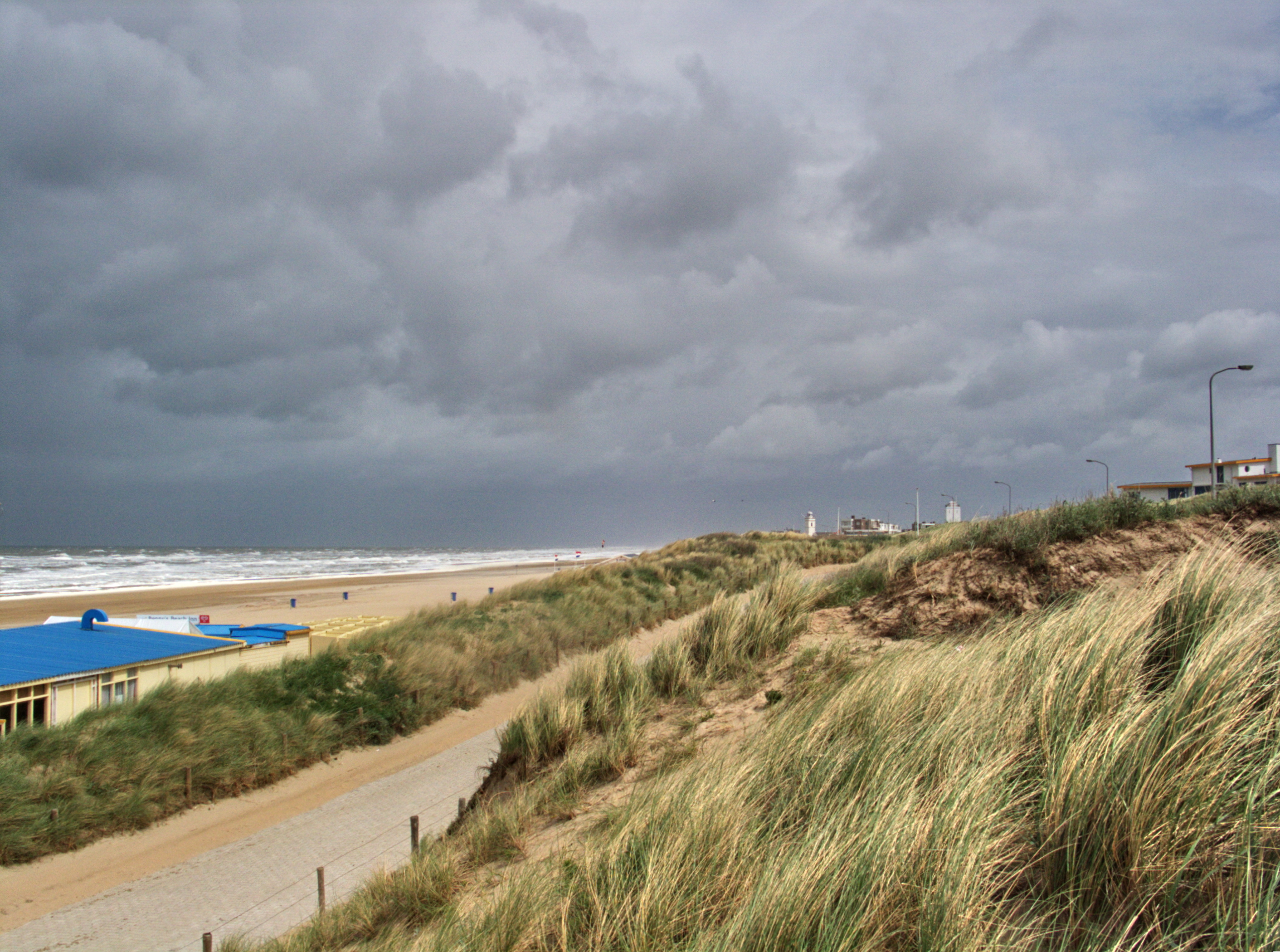
Dune nella spiaggia di Katwijk aan Zee

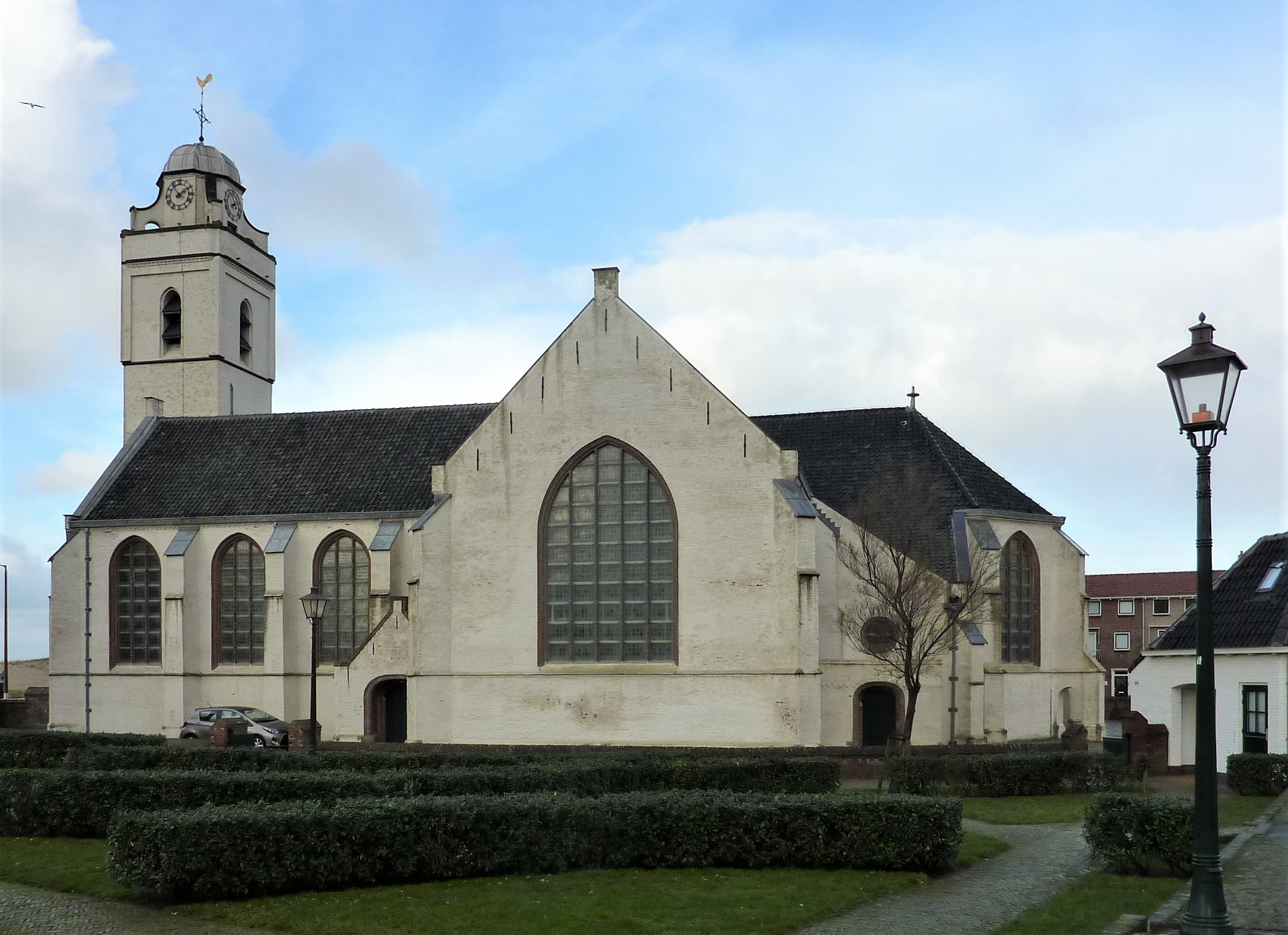
Katwijk aan Zee: la chiesa di Sant'Andrea

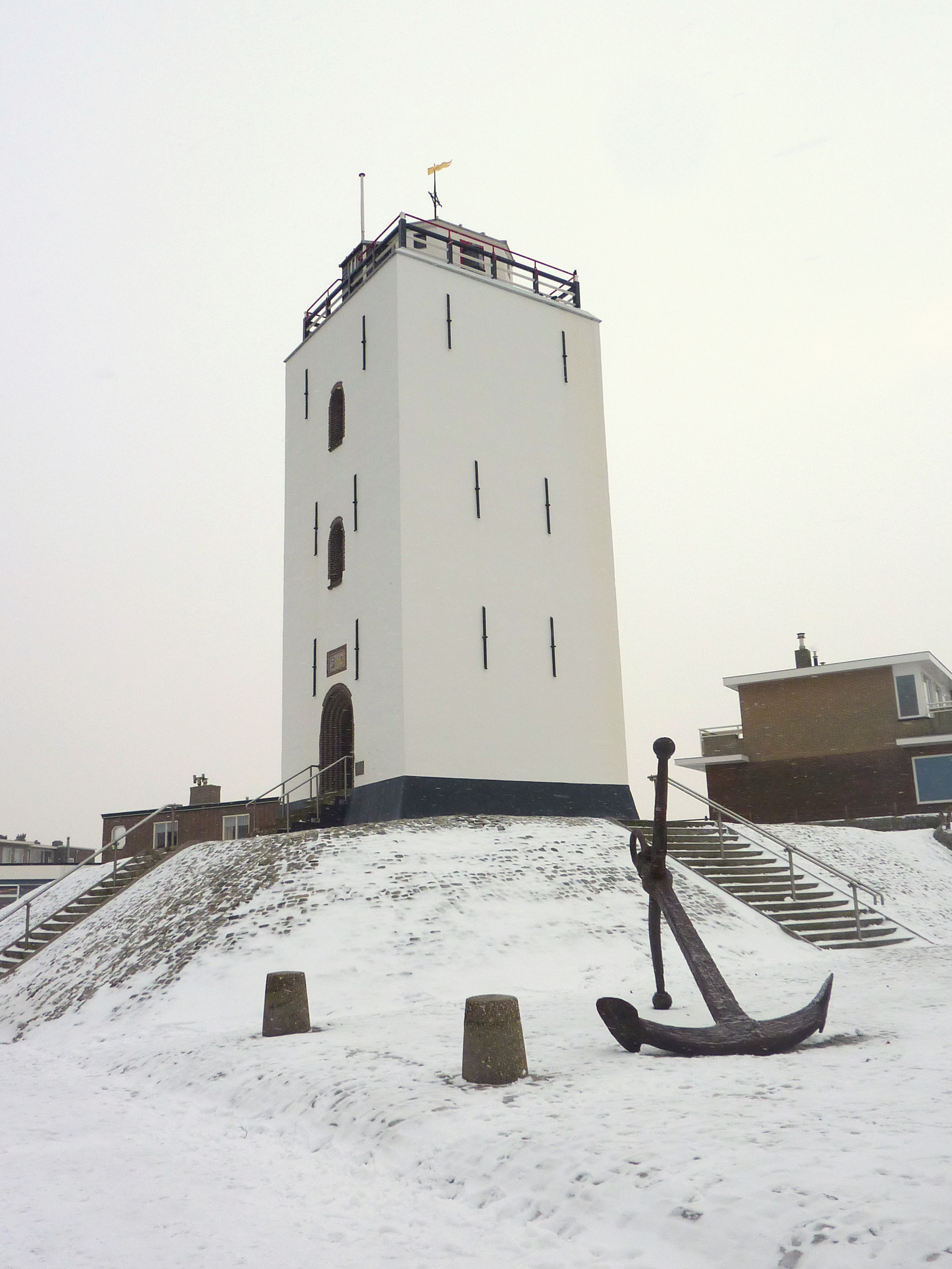
Katwijk aan Zee: il faro in inverno

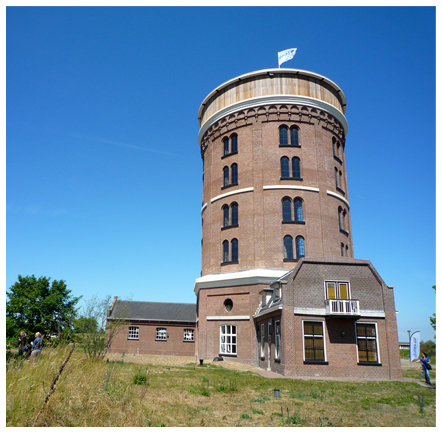
Katwijk aan Zee: la Watertoren

Katwijk aan Zee è una popolare località balneare sul Mare del Nord del sud-ovest dei Paesi Bassi, situata nella regione di Bollenstreek, nella provincia dell'Olanda Meridionale, e facente parte della municipalità di Katwijk. Conta una popolazione di circa 17.000 abitanti.

## Geografia fisica
Katwijk aan Zee si trova a pochi chilometri a nord di Scheveningen (il sobborgo balneare dell'Aia), tra le località Noordwijk e Leida (rispettivamente a sud/sud-ovest della prima) e a nord/nord-ovest della seconda), a pochi chilometri ad est/nord-est di Valkenburg (altra frazione del comune di Katwijk), e si estende a sud dell'estuario sul Mare del Nord dell'Oude Rijn.

## Storia
In epoca romana, sorse nei pressi dell'attuale Katwijk aan Zee un forte noto come Brittenburg, che era ancora visibile nel corso del XVI secolo.
La località venne menzionata per la prima volta nel 1398 come Catwyc op ter Zee. La località era collegata alla vicina Katwijk aan den Rijn da una striscia di sabbia.
Katwijk aan Zee era in origine un villaggio dedito alla pesca. Tuttavia, tra il XVII e il XVIII secolo, a causa delle battaglie in mare contro gli Inglesi, molti pescherecci andarono perduti.
A partire dal 1881, la località divenne facilmente raggiungibile grazie alla creazione della linea del tram che la collegava a Leida.
A partire dalla fine del XIX secolo, la località divenne un'attrattiva per vari pittori famosi, olandesi e stranieri. Vi si stabilirono, tra gli altri, B.J. Blommers, G.A.L. Munthe, Willy Sluiter e Jan Toorop.
Nel 1942, nel corso della seconda guerra mondiale, il boulevard di Katwijk aan Zee venne utilizzato dagli occupanti tedeschi per la costruzione dell'Atlantik Wall, una linea di difesa contro le truppe alleate. Per realizzarlo furono abbattute 600 case.
|  |

## Monumenti e luoghi d'interesse

### Architetture religiose

#### Chiesa di Sant'Andrea
Principale edificio religioso di Katwijk aan Zee è la chiesa di Sant'Andrea (Andreaskerk), conosciuta anche come Chiesa Vecchia (Oude Kerk) o Chiesa Bianca (Witte Kerk): situata lungo il boulevard, le sue origini risalgono al 1460. 

#### Nieuwe Kerk
Altra chiesa di Katwijk aan Zee è la Nieuwe Kerk (Chiesa Nuova), situata nella Voorstraat e costruita nel 1886 su progetto dell'architetto H.J. Jesse.

### Architetture civili

#### Faro di Katwijk aan Zee
Altro edificio d'interesse è il faro, risalente al 1605.

#### Watertoren
Altro edificio d'interesse ancora è la  Watertoren, situata nella Cantineweg e costruita tra il 1877 e il 1878 su progetto di J.W. Schaap.

## Società

### Evoluzione demografica
Al censimento del 2018, Katwijk aan Zee contava una popolazione pari a 17.790 abitanti, in maggioranza (51,1%)  di sesso femminile.
La località ha conosciuto un progressivo incremento demografico a partire dal 2013, quando contava una popolazione pari a 17.018 abitanti.

## Cultura

### Musei
Katwijk aan Zee è sede del Katwijks Museum, un museo dedicato alla pittura e alla storia della pesca locale.

## Geografia antropica

### Suddivisioni amministrative
Buurtschappen
- De Pan